# Бастија (Пјаченца)
Бастија (итал. Bastia) је насеље у Италији у округу Пјаченца, региону Емилија-Ромања.
Према процени из 2011. у насељу је живело 20 становника. Насеље се налази на надморској висини од 63 м.